# Katsuaki Asai
Katsuaki Asai (né le 18 février 1942 dans la préfecture de Tokyo) est un aikidoka japonais, fondateur de l'Aikikai d'Allemagne, et est le plus haut gradé de l'Aïkikaï japonais dans ce pays.
Asai a commencé l'aïkido à l'âge de 13 ans avec Morihei Ueshiba au dōjō Hombu de Tokyo. Envoyé en Allemagne par Kisshomaru Ueshiba en 1965 pour enseigner l'aïkido, il y réside depuis lors. Son premier emploi a été d'enseigner l'aïkido à des policiers, à Münster. 